# Allsherjargoði
Allsherjargoði era un oficio en la Mancomunidad Islandesa, ostentado por un goði que tenía autoridad política, espiritual y judicial sobre el goðorð de los descendientes de Ingólfur Arnarson, el primer vikingo que se asentó en Islandia. El papel del allsherjargoði era santificar el Althing cuando se iniciaba el año.

## Historia
Þorsteinn Ingólfsson, hijo de Ingólfr Arnarson, era el goði cuando se fundó el Althing en el año 930 y se convirtió en el primer allsherjargoði; su hijo, Þorkell máni Þorsteinsson, heredó el oficio hacia 945 mientras también se encargaba de las tareas como lagman. Siguió Þormóður Þorkelsson, que ostentó el cargo entre 984 a 1020; su hijo, Hámall Þormóðsson hizo lo propio hasta 1055. Hamall tuvo tres hijos, Þormóðr, Torfi y Már pero no se sabe si alguno de ellos heredó el cargo, de hecho no hay constancia sobre el cargo durante todo el siglo siguiente. 
En 1160, Guðmundr gríss Ámundason, presumiblemente un descendiente de Hamall, ostentó el cargo como allsherjargoði. Mantuvo su papel hasta su muerte en 1197 cuando su hijo Magnús góði Guðmundarson tomó el relevo. Magnús mantuvo su cargo hasta 1234 pero no tuvo hijos y se desconoce quién ostentó el cargo con posterioridad. Una teoría implica a Árni óreiða Magnússon, sobrino de Guðmundr gríss y yerno del escaldo Snorri Sturluson, siendo el último allsherjargoði. La mancomunidad desapareció en 1262 cuando el goðar juró lealtad y pleitesía al rey noruego.

## Neopaganismo
La jefatura oficial del grupo de renacimiento neopagano nórdico Ásatrúarfélagið ostenta el título de allsherjargoði. El primero en asumir el papel fue su fundador Sveinbjörn Beinteinsson y actualmente se encuentra en manos de su sucesor Hilmar Örn Hilmarsson. Otros grupos paganos fuera de Islandia  usan algunas veces el mismo título para sus dirigentes espirituales, así como el de Ulfargoði.